# Северокавказская культура
Северокавказская культурная общность (кубано-терская культура) — археологическая культура бронзового века, существовавшая в конце III — начале II тысячелетия до нашей эры в рамках Циркумпонтийской металлургической провинции.
Северокавказская культура пришла на смену майкопской культуры, занимала всю её зону и частично зону куро-араксской культуры.
На севере смыкалась с археологическими культурами южно-русских степей (в частности, с катакомбной и срубной).
На юго-западе — с территориями распространения дольменной культуры Западного Кавказа.
На востоке — с древней культурой Дагестана, южная граница проходила по Главному Кавказскому хребту.
Культура известная главным образом по погребениям, поселения изучены мало. Обряд захоронения включал в себя создание для покойного камеры на дне вертикальной ямы, тело чаще всего укладывалось на спину в вытянутом положении, в ногах помещался сосуд с пищей.
Население было оседлым, использовало оловяннистые бронзы и многие новые технологии металлообработки. Гончарный круг известен не был.
По данным краниологии, носители северокавказской археологической культуры из могильников Темрта, Песчаный, Лола, Восточный Маныч и Шарахалсун родственны носителям ямной культуры Северо-Западного Прикаспия.